# Tricharaea brasiliensis
Tricharaea brasiliensis är en tvåvingeart som först beskrevs av Townsend 1927.  Tricharaea brasiliensis ingår i släktet Tricharaea och familjen köttflugor. Inga underarter finns listade i Catalogue of Life.